# Dharampur (Jhapa)
Pour les articles homonymes, voir Dharampur.
Dharampur (en népalais : धरमपुर) est un comité de développement villageois du Népal situé dans le district de Jhapa. Au recensement de 2011, il comptait 14 091 habitants.